# Werner Stertzenbach
Werner Stertzenbach (Mülheim an der Ruhr, 4 april 1909 – Düsseldorf, 10 juli 2003) was een Duitse communist, journalist en verzetsstrijder. In 1933 vluchtte Stertzenbach vanuit nazi-Duitsland naar Nederland. Tijdens de Tweede Wereldoorlog sloot hij zich aan bij het verzet en hielp hij bij de ontsnapping van ongeveer twintig mensen uit Kamp Westerbork.
Na het einde van de Tweede Wereldoorlog in 1945 keerde hij terug naar zijn geboorteland. In West-Duitsland werkte hij voor verschillende linkse kranten en weekbladen. Hij was hoofdredacteur van de Hannoversche Volksstimme en Die Tat. In zijn journalistieke werk richtte hij zich voornamelijk op onderwerpen als verzet en vervolging. Daarnaast zette hij zich bij de VVN-BdA actief in voor de rechten en belangen van de vervolgden van het naziregime. 
Voor zijn verzet tegen het nationaalsocialisme kreeg hij in 1994 de Johanna-Kirchner-Medaille.

## Jeugd en opleiding
Stertzenbach werd geboren op 4 april 1909 in Mülheim an der Ruhr als zoon van de zelfstandige huisschilder Max Stertzenbach en Helene Sara Cahn. Hij had een drie jaar oudere broer genaamd Herbert. Het liberaal-joodse gezin woonde aanvankelijk in Oberhausen en verhuisde later naar Essen. In zijn jeugd bezocht Stertzenbach de jüdische Volksschule en de Knaben-Mittelschule. Daarnaast was hij lid van de joodse jeugdbeweging Kameraden, deutsch-jüdischer Wanderbund.
In 1923 behaalde Stertzenbach zijn diploma van de middelbare school (Mittelschule). Zijn vader wilde hem een vervolgopleiding aan het gymnasium laten volgen, maar zijn ouders hadden niet de financiële middelen om hem dat te laten doen. Zijn broer werd net als hun vader schilder, maar Stertzenbach wilde zich meer richten op het bedrijfsleven. Om die reden begon hij aan een handelsopleiding en werkte daarna als boekhouder.
Naar eigen zeggen begon hij zich in deze periode te ontwikkelen als antiklerikaal en antireligieus. In 1928 liet hij zich uitschrijven als lid van de Joodse gemeente. Hij werd actief in verschillende links georiënteerde organisaties, zoals de Vereinigung der Arbeiterfotografen Deutschlands (VdAFD), de Arbeiter-Esperantisten en de Arbeiter-Stenografenbund. In 1929 trad hij toe tot de Kommunistische Partei Deutschlands (KPD) en kwam daarmee voor het eerst in het vizier van de Duitse autoriteiten.

## Vlucht naar Nederland
Na de Rijksdagbrand in februari 1933 ging de Sturmabteilung (SA), de beschermingsdienst van Hitler, over tot massale en willekeurige arrestaties van communisten en andere tegenstanders van de nazi's. Stertzenbach stond op een zwarte lijst van de SA en werd op 3 maart 1933 gearresteerd op verdenking van communistische activiteiten. Hij werd zonder gerechtelijke uitspraak gevangen gezet – de zogeheten Schutzhaft – in Kleef. Zijn vader zette zich in om hem vrij te krijgen. Dankzij zijn werk als huisschilder kende hij veel mensen, onder meer bij de politie. Tijdens gesprekken met de autoriteiten droeg zijn vader zijn IJzeren Kruis uit de Eerste Wereldoorlog als bewijs van goed Duits vaderlandschap. Dankzij zijn invloed lieten de autoriteiten Stertzenbach na zes maanden vrij, waardoor hij werd behoed voor transport naar Kamp Börgermoor.
Volgens Stertzenbach gaf een kennis die lid was van de SA hem na zijn vrijlating het advies om het land zo snel mogelijk te verlaten, met de waarschuwing dat een volgende arrestatie permanent zou zijn. In oktober 1933 stak hij te voet de grens over en vluchtte hij naar Amsterdam waar hij Stella Pach trof. Hij werd in het gezin Pach vriendelijk ontvangen en haar ouders boden hem tijdelijk onderdak. De twee ontmoetten elkaar in 1928 tijdens een Internationaal Esperanto-congres en onderhielden sindsdien contact.
Stertzenbach meldde zich bij de Internationale Rode Hulp, een hulporganisatie die ondersteuning bood aan naar Nederland uitgeweken communistische vluchtelingen. Friedl Baruch adviseerde hem daar om contact op te nemen met het Comité voor Joodse vluchtelingen (CJV), omdat hij als joods vluchteling een grotere kans had om toegelaten te worden in Nederland dan als politiek vluchteling. Daarbij beschikte het CJV over meer financiële middelen. Kort daarna vond hij werk bij het CJV in het opvangcentrum aan het 's-Gravenhekje in Amsterdam. Volgens een rapport van de Centrale Inlichtingendienst woonde hij tot maart 1934 aan de Sarphatistraat.

### Werkdorp Wieringermeer

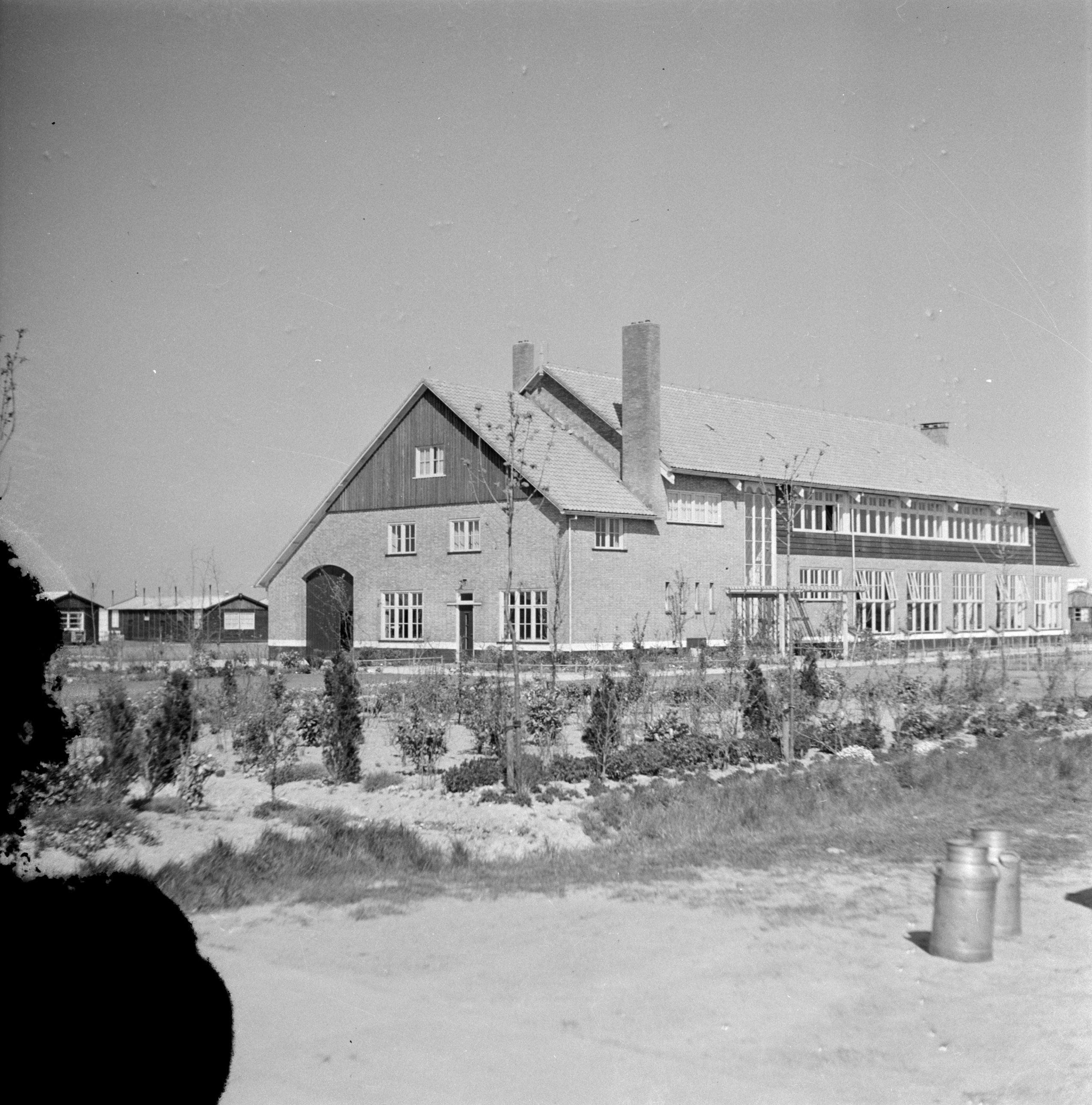
Hoofdgebouw van het Joodse Werkdorp Nieuwesluis (1936)

Stertzenbach maakte in maart 1934 deel uit van de eerste groep die werd opgeleid in het Joodse Werkdorp Nieuwesluis. De Stichting Joodse Arbeid beheerde het werkdorp, dat als doel had gevluchte jonge Duitse joden in veiligheid te brengen. Het werkdorp bood een tweejarige opleiding aan voor praktische beroepen als boer, bouwvakker en meubelmaker. De bedoeling was dat de leerlingen na het afronden van de opleiding emigreerden, bijvoorbeeld naar Palestina.
In het werkdorp volgde Stertzenbach opleidingen tot metselaar en betonwerker. Volgens hem paste dit het beste bij hem, aangezien hij gezond en krachtig was, en zijn vader in zijn beroep ook veel te maken had gehad met de bouw. Samen met andere bewoners bouwde Stertzenbach de funderingen voor achttien woonbarakken en hielp hij mee aan de aanleg van de straten en het hoofdgebouw. De halfronde, gemetselde boog boven de deur van de ingang van het hoofdgebouw was zijn meesterproef aan het einde van de opleiding.
Stertzenbach droeg naast het volgen van een opleiding bij aan de werkdorpkrant Das Werkdorf. Hij uitte samen met een groep communisten en socialisten kritiek op de organisatie en de religieuze regels van het werkdorp. Stertzenbach kon zich niet vinden in het zionistisch gedachtegoed en had onder meer kritiek op de strikte naleving van de spijswetten. Nadat de kritiek werd gepubliceerd in de werkdorpkrant werd deze verboden. De organisatie van het werkdorp hanteerde een politiek neutrale aanpak, waarbij politieke actie niet was toegestaan. De leidinggevenden verboden het gebruik van een muurkrant als alternatief. Nadat hij tijdens een bonte avond opnieuw kritiek had geuit, besloten de leidinggevenden dat hij het werkdorp moest verlaten.

### Uitzetting en illegaliteit
Op 1 april 1936 werd hij ingeschreven als inwoner van Amsterdam en betrok een woning aan de Rijnstraat. Hij kreeg de mogelijkheid om naar Paraguay te emigreren en ontving hiervoor een doorreisvisum en een ticket voor de overtocht. Stertzenbach wilde dit echter niet, vanwege de militaire conflicten in het land. Omdat hij niet naar zijn geboorteland kon terugkeren, overwoog hij te emigreren naar de Joodse enclave Birobidzjan in de Sovjet-Unie. Hij volgde lessen Jiddisch, maar kreeg van de autoriteiten geen inreisvisum.
In augustus 1936 zetten de Nederlandse autoriteiten hem illegaal uit naar het Belgische Luik. Stertzenbach gaf in een naoorlogs interview aan dat hij in België niemand kende, en daarom met de trein terugkeerde naar Nederland. Na zijn terugkomst verbleef hij illegaal in Rotterdam, waar een aantal havenarbeiders hem hielpen door hem van eten te voorzien. Hij wendde zich opnieuw tot de Internationale Rode Hulp en de organisatie hielp hem bij het vinden van onderdak.
In mei 1937 arresteerde de Nederlandse politie hem bij een toevallige fietscontrole en brachten ze hem onder in het huis van bewaring te Rotterdam als ongewenste vreemdeling. Socialistische, communistische en pacifistische groepen protesteerden in deze periode tegen de uitwijzing van Duitse vluchtelingen, waarna de autoriteiten besloten Stertzenbach niet terug naar Duitsland te sturen. In plaats daarvan brachten ze hem in 1938 over naar de strafkazerne van het Korps Politietroepen in Nieuwersluis. Hier zaten tevens andere Duitse gevangenen, onder wie communisten, deserteurs en Duitse joden. In mei van datzelfde jaar verklaarde de Duitse overheid hem stateloos op grond van een wet uit 1933 die de intrekking van het Duitse staatsburgerschap regelde. De Duitse overheid kon dit doen bij personen die zich in het buitenland bevonden of van wie men vond dat hun gedrag in strijd was met 'de loyaliteitsplicht jegens het Reich en het volk'.
Na het uitbreken van de Tweede Wereldoorlog in Nederland boden Stertzenbach en enkele medegevangenen aan mee te vechten tegen de Duitse bezetter, maar vanwege het Haagse Landoorlogreglement werd het burgers niet toegestaan deel te nemen aan de gewapende strijd. Samen met zijn medegevangenen zou hij vervolgens naar Amsterdam worden geëvacueerd, maar kort daarna werden zij uitgeleverd aan de bezetter. Hierna werd Stertzenbach naar de gevangenis in Kleef overgebracht en vervolgens naar de gevangenis in Essen.

## Tweede Wereldoorlog
Doordat Stertzenbach stateloos was, kon hij niet in nazi-Duitsland berecht worden, wat hem behoedde voor deportatie naar Buchenwald. Hij werd vervolgens terug naar Nederland gebracht en in februari 1941 geïnterneerd in het Scholtenhuis in Groningen. In maart 1941 werd hij overgebracht naar Centraal Vluchtelingenkamp Westerbork. Zijn praktische vooropleiding kwam in het kamp goed van pas en Stertzenbach sloot zich in het kamp aan bij de technische dienst.
Stella Pach, die hij na zijn vlucht naar Nederland in 1933 opnieuw had ontmoet, begon in oktober 1941 brieven aan hem te schrijven. Ze stuurde hem ook eten en boeken. Pach werd tijdelijk vrijgesteld van deportatie dankzij haar beroep als leerkracht. Ze bezocht Stertzenbach meerdere keren in Westerbork en hij verbleef in februari en juli 1942 voor korte tijd in Amsterdam. Pach en Stertzenbach ontwikkelden een hechte band en beloofden met elkaar te trouwen. De contacten tussen Stertzenbach en Pach verliepen deels via Etty Hillesum. Zij werkte voor de Joodse Raad in Westerbork en was goed bevriend met Stertzenbach. Via Hillesum liet Pach in 1942 een trouwring voor hem in Kamp Westerbork afleveren en op 19 september van dat jaar werd een ondertrouwakte opgemaakt.

### Verzet in Kamp Westerbork

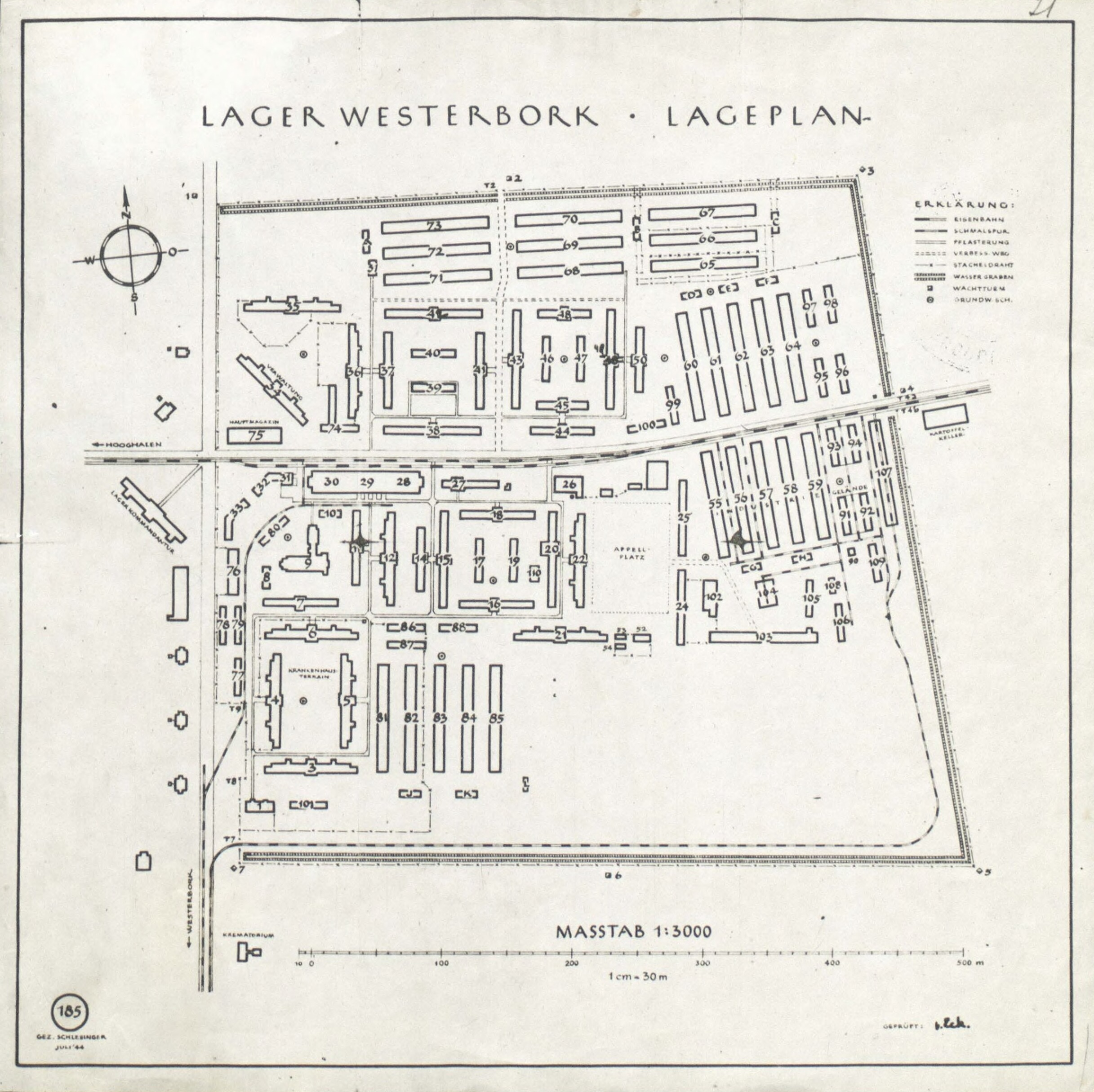
Plattegrond Kamp Westerbork. Linksonder buiten het kampterrein bevond zich het crematorium (situatie 1944)

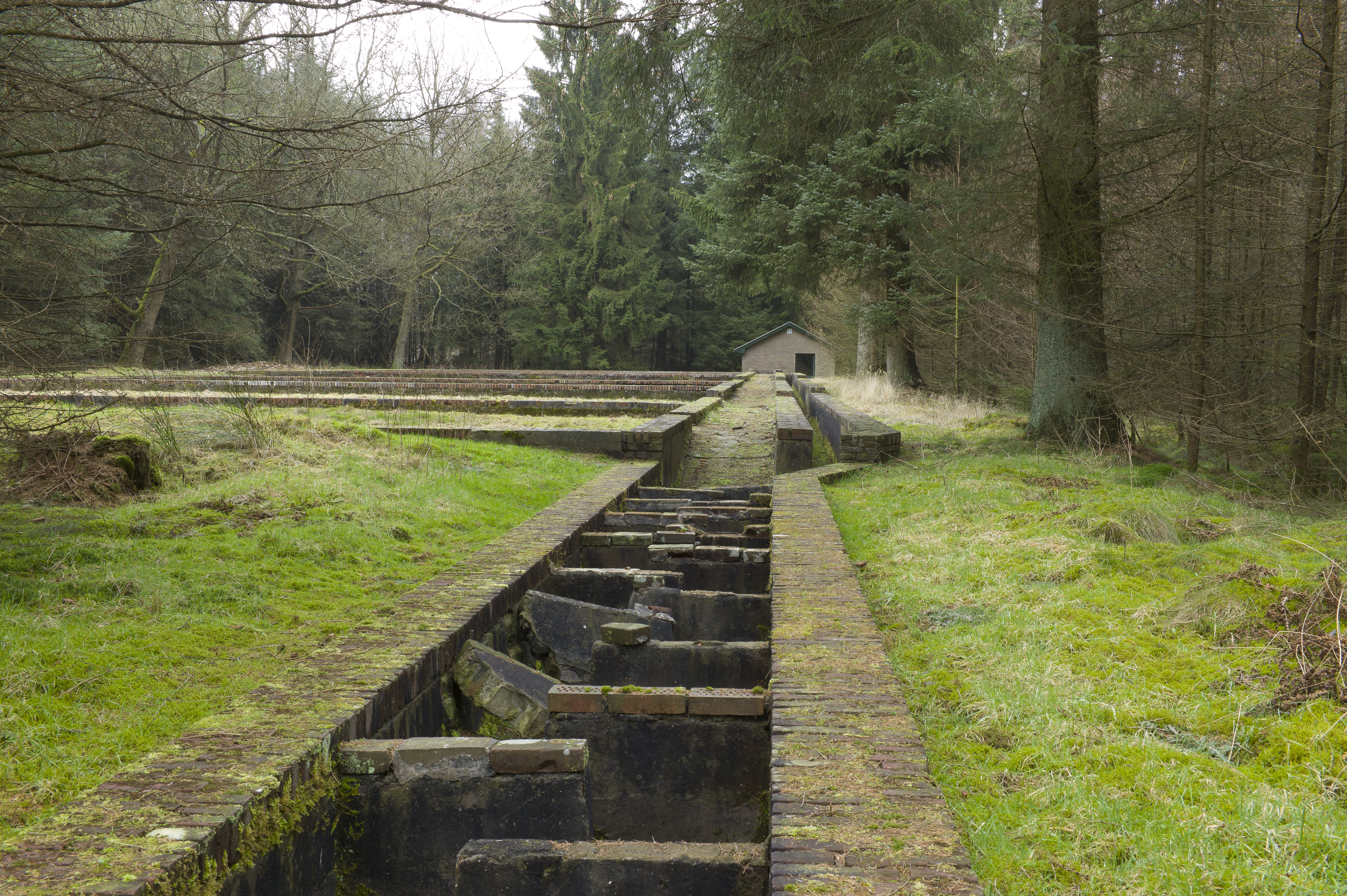
Rioolwaterzuiveringsinstallatie van Kamp Westerbork

Vanaf juli 1942 fungeerde Kamp Westerbork als doorgangskamp voor deportaties naar concentratiekampen in Oost-Europa. Stertzenbach zag de wekelijkse transporten, waarbij ongeveer duizend mensen per keer vertrokken. Net als de andere kampbewoners wist hij op dat moment niet beter dan dat zij naar 'arbeidskampen in het Oosten' gingen.
Stertzenbach bezat de status van Alter Lagerinsasse ('oude kampbewoner'). Deze status kregen personen die voor 14 juli 1942 al in Kamp Westerbork verbleven. In het kamp werkte Stertzenbach eerst bij de rioolwaterzuivering en vanaf maart 1943 ook bij het crematorium. Zijn status en functies boden enige bescherming, doordat ze hem tijdelijk behoedden voor deportatie. Met behulp van twee gestolen radio's, verstopt in gebouwtjes van de rioolwaterzuivering en het crematorium, bleef Stertzenbach op de hoogte van het nieuws uit Londen, dat hij met zijn kampgenoten deelde.
Door zijn werkzaamheden kwam hij regelmatig buiten de prikkeldraadomheining waardoor hij in contact kwam met personen van buiten het kamp, onder wie boswachter Ger van Reemst die in de bossen rond Westerbork werkte. Van Reemst was de zwager van Trudel van Reemst-de Vries die verbonden was aan verzetsgroep Van Dien. De verzetsgroep bestond uit personen die elkaar kenden via Tehuis Oosteinde, een ontmoetingscentrum voor Duits-joodse vluchtelingen. Stertzenbach stond via een illegale telefoonlijn in direct contact met verzetsstrijdster Alice David, een van de leiders van de verzetsgroep.
Een deel van het verzetswerk van de Amsterdamse groep werd gefinancierd met behulp van geld dat ze uit de rioolwaterzuiveringsinstallatie in Westerbork haalden. Personen die per trein aankwamen bij Westerbork kregen de waarschuwing dat hun geld in het kamp afgenomen zou worden. Wie hun geld niet aan de bezetter wilden overhandigen, verscheurden het en spoelden het door de wc. In de rioolwaterzuiveringsinstallatie vingen medewerkers de snippers op, plakten ze aan elkaar en stuurden ze naar een lid van de verzetsgroep Van Dien in Amsterdam. In totaal maakten ze ongeveer 15.000 gulden buit.
In Westerbork stond Stertzenbach aan het hoofd van een door hem geïnitieerde verzetsgroep die valse persoonsbewijzen het kamp in smokkelde en ontsnappingsroutes vanuit het kamp organiseerde. Met behulp van een kruiwagen of kiepkar smokkelden ze mensen het kamp uit of lieten personen onder de prikkeldraadomheining door kruipen. In een aantal gevallen werden personen op het laatste moment uit de trein gehaald waarmee zij naar concentratiekampen in Polen vervoerd zouden worden.
Per keer kon slechts een persoon ontsnappen. Voor een jong koppel maakte de groep een keer een uitzondering. Boswachter Van Reemst zorgde ervoor dat de ontsnapten met een nieuw persoonsbewijs en voldoende geld naar Amsterdam werden gebracht. Aldaar werden zij verder geholpen door leden van verzetsgroep Van Dien. Stertzenbach hielp bij de ontsnapping van ongeveer twintig mensen.
In Westerbork probeerde hij Etty Hillesum ervan te overtuigen uit het kamp te ontsnappen en onder te duiken. Haar schrijverstalent zou goed van pas komen in het verzet. Ze weigerde, aangezien ze haar familie niet wilde achterlaten en vond dat het haar taak was mensen in Westerbork te helpen. Ze werd op 7 september 1943 samen met haar ouders en broer naar Auschwitz gedeporteerd.

### Ontsnapping uit Westerbork

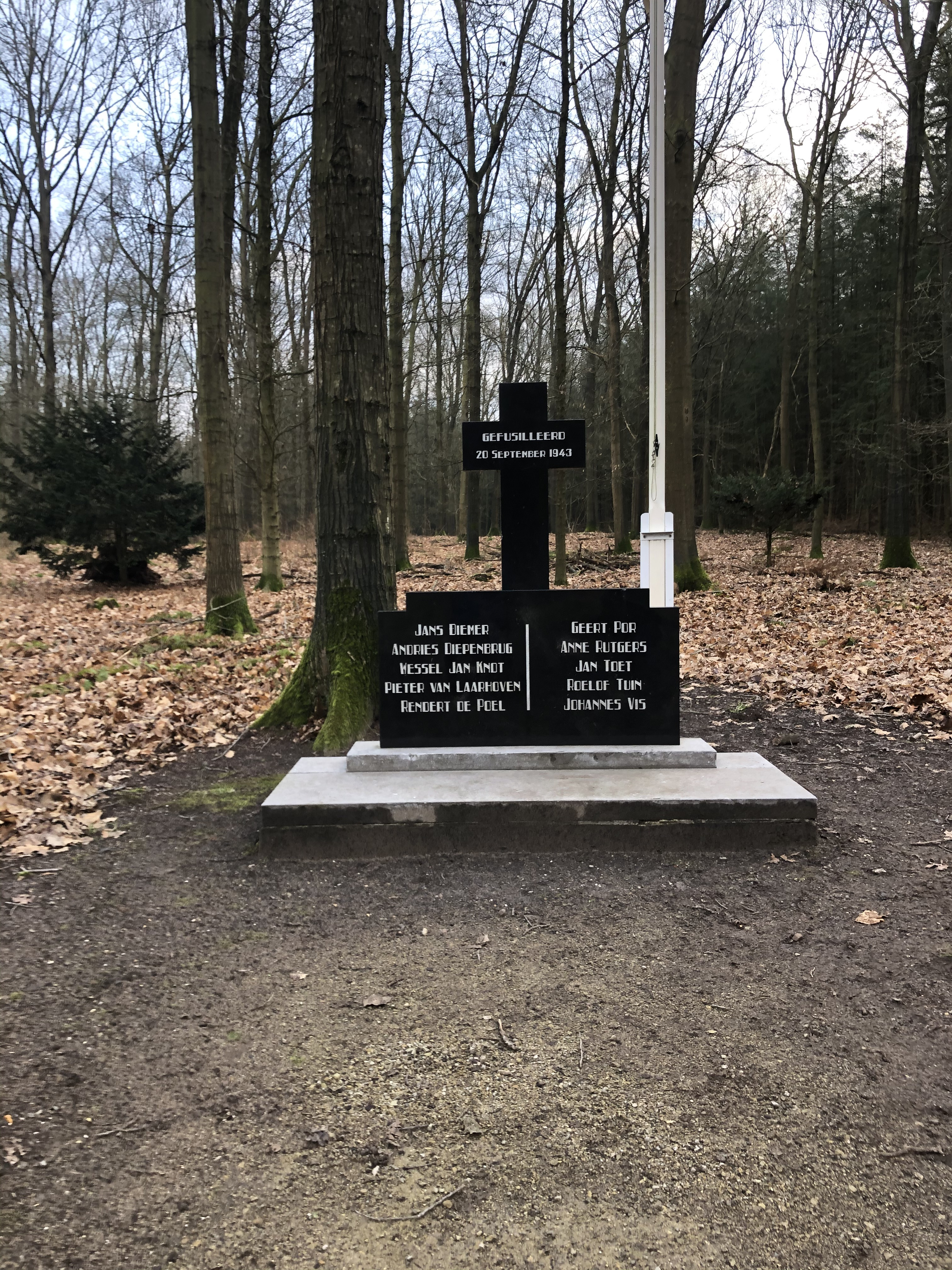
Monument voor de tien gefusilleerde verzetsstrijders (2020)

In de nacht van 20 op 21 september 1943 werden Stertzenbach en een medegevangene gewekt en meegenomen naar het crematorium, waar zij van twee SS'ers de opdracht kregen om tien lijken te cremeren. De SS'ers hadden geprobeerd de crematieoven zelf op te starten, maar het was hen niet gelukt. De lijken lagen in een vrachtauto, en door hun kleding leek het alsof de slachtoffers Drentse veenarbeiders waren. In werkelijkheid betrof het tien geëxecuteerde verzetsstrijders, die onder meer betrokken waren bij overvallen op distributiekantoren en aanslagen op het bevolkingsregister. 
De SS'ers hadden ook vier gevangenen uit de strafbarak gewekt. Zij kregen de opdracht de lijken uit de vrachtauto te halen en naar het crematorium te brengen. De protesterende Stertzenbach en zijn collega werden onder bedreiging met de dood gedwongen om de oven op te starten en de lijken te cremeren. De crematieresten werden begraven in het massagraf dat de vier andere gevangenen inmiddels gedolven hadden. Het was de eerste keer dat het crematorium gebruikt werd voor personen van buiten het kamp.
De vier gevangenen werden de volgende ochtend afgevoerd naar een vernietigingskamp in Polen. Stertzenbach vreesde dat hij zelf ook gedeporteerd zou worden omdat hij 'te veel wist'. Bij de bedreigingen in de voorgaande nacht had hij immers ook te horen gekregen dat spreken met anderen over dit voorval de dood zou betekenen. Die nacht, van 21 op 22 september 1943, ontsnapte hij uit Kamp Westerbork met de hulp van boswachter Van Reemst. Per fiets reed hij naar station Beilen en nam daar de trein naar Amsterdam.
Na de oorlog getuigde Stertzenbach tijdens het proces tegen voormalig kampcommandant van Westerbork Albert Konrad Gemmeker. Hij vertelde onder meer over de crematie van de tien verzetsstrijders en wees de plaats van het massagraf aan.

### Onderduik
In Amsterdam sloot hij zich aan bij verzetsgroep Van Dien die hem hielp onder te duiken. Hij verbleef na zijn aankomst in Tehuis Oosteinde en daarna op diverse andere onderduikadressen, onder meer in een huis aan de Prinsengracht en in de woning van verzetsstrijdster Alice David. Hij bleef actief in het verzet en gebruikte de schuilnaam 'Wilhelmus (Wim) Sterk'. De verzetsgroep vervalste documenten, voorzag onderduikers van levensmiddelen en zocht onderduikadressen. Daarnaast had de groep een radio-ontvanger waarop zij naar nieuwsberichten uit Londen en Moskou luisterden. Deze berichten werden opgetekend en via de ondergrondse pers verspreid.
In 1943 werd het ook voor zijn verloofde Pach duidelijk dat haar tijdelijke vrijstelling haar niet veel langer zou behoeden voor deportatie, en ze besloot onder te duiken. Stertzenbach en Pach verbleven af en toe op hetzelfde onderduikadres. Samen met andere leden van verzetsgroep Van Dien, onder wie David, richtte Stertzenbach in mei 1944 de Interessen-Gemeinschaft Anti-Faschistischer Deutscher in den Niederlanden op. Stertzenbach was redacteur van het illegale blad dat zij verspreidden.

## Terugkeer
De grens tussen Nederland en Duitsland was kort na de bevrijding in 1945 volledig gesloten en de mogelijkheden om deze over te steken waren zeer beperkt. De Interessen-Gemeinschaft Anti-Faschistischer Deutscher in den Niederlanden stond in contact met het Militair Gezag en op aanraden van die instantie reisde Stertzenbach met enkele anderen naar Eindhoven. Daar bevond zich een verzamelplaats waar Duitsers, die in Nederland waren aangemerkt als ongewenste vreemdelingen, werden ondergebracht en vervolgens werden uitgewezen. Vanuit Eindhoven reisde Stertzenbach in het najaar van 1945 mee met een transport van oorlogsmisdadigers naar Duitsland. Hij stapte uit in Goch en vestigde zich in Düsseldorf. Enkele van zijn vrienden hadden hem voor gek verklaard dat hij na de oorlog vrijwillig terugging naar Duitsland. Stertzenbach had echter altijd de bedoeling gehad terug te keren. Daarnaast wilde hij helpen bij de opbouw van een beter Duitsland.
Stella Pach was zwanger van Stertzenbach, maar hij was al vertrokken voordat hun dochter Manja in december 1945 werd geboren. Door de gebeurtenissen van de Tweede Wereldoorlog koos Pach ervoor niet mee naar West-Duitsland te verhuizen en liep hun relatie ten einde.

### Journalistieke carrière
In West-Duitsland koos Stertzenbach voor een carrière als journalist. Hij werkte voor de krant Volksecho uit Bielefeld waarin hij verslag deed van de ravage in het Ruhrgebied dat in de Britse bezettingszone in West-Duitsland lag. Vanwege zijn opruiende artikelen werd hij door de Britten opgepakt en negen maanden geïnterneerd. Naast zijn werk als journalist was Stertzenbach ook politiek geëngageerd. Hij was betrokken bij de heroprichting van de politieke partij KPD in West-Duitsland.
In januari 1947 werd Stertzenbach hoofdredacteur van het communistische dagblad Hannoversche Volksstimme, later bekend als de Niedersächsische Volksstimme in Hannover. In november 1949 publiceerde het blad een artikel van de KPD-leider van regio Niedersachsen, August Holländer. Hierin werd opgeroepen tot verzet tegen de ontmanteling en de daaraan verbonden massale ontslagen, van de Hermann-Göring-staalfabrieken in Watenstedt-Salzgitter. De publicatie was in strijd met de geallieerde perswet en het blad werd verboden. Holländer en Stertzenbach werden in maart 1950 veroordeeld door het Hooggerechtshof van de Britse zone. Tegen Stertzenbach was twaalf maanden gevangenisstraf geëist, waarvan negen voorwaardelijk. Het vonnis luidde drie maanden gevangenisstraf, een voorwaardelijke straf van zes maanden en een proeftijd van negen maanden. Toen de politie het gebouw van de uitgeverij na de rechtszaak binnenging om de drukpers in beslag te nemen, raakte zij slaags met meer dan 1000 mensen die protesteerden tegen de inbeslagname en de veroordeling.
Begin jaren vijftig werkte Stertzenbach als correspondent voor Deutschlandsender; een radiozender die in West-Duitsland nieuws uit de Duitse Democratische Republiek uitzond. Daarnaast was hij hoofd van het kantoor van de radiozender in Düsseldorf. In 1954 trouwde Stertzenbach in Düsseldorf met Alice David. Net als Stertzenbach was zij tijdens de Tweede Wereldoorlog betrokken geweest bij verzetsgroep Van Dien. In West-Duitsland was ze politiek actief bij de KPD en diverse andere communistische verenigingen.

Stertzenbach ontving een oorlogsuitkering in het kader van de Wiedergutmachung, maar deze werd in 1957 stopgezet omdat hij communist was. Een jaar later werd ook de oorlogsuitkering van zijn vrouw ingetrokken. Tijdens de Koude Oorlog werd zijn journalistieke werk omschreven als 'een bedreiging voor de vrijdemocratische basisorde'.

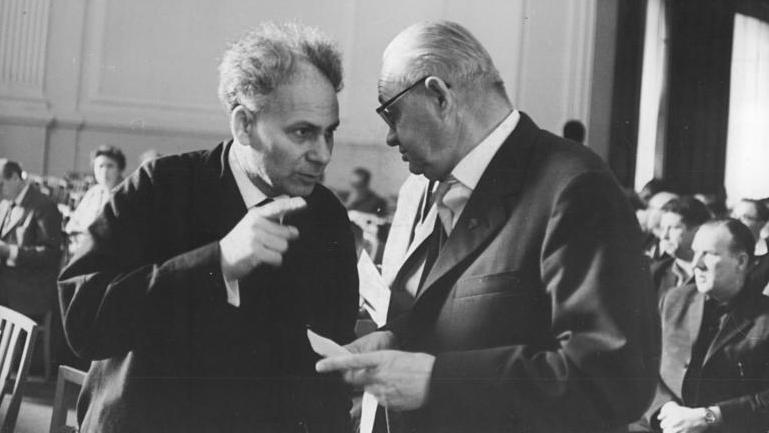
Stertzenbach (links) met Karl Wloch tijdens het proces tegen Hans Globke (1963)

Van 1960 tot 1972 was Stertzenbach hoofdredacteur van het antifascistische weekblad Die Tat. Het weekblad was verbonden aan de Vereinigung der Verfolgten des Naziregimes en werd gefinancierd en gecontroleerd door de DDR. Het weekblad beschuldigde meerdere personen van het plegen van oorlogsmisdaden. In het nummer van 17 juli 1965 werd een stuk van Stertzenbach gepubliceerd over voormalig SS-generaal Heinz Lammerding. Het ging over de betrokkenheid van Lammerding bij het bloedbad van Tulle, waarvoor hij in Frankrijk bij verstek ter dood was veroordeeld. Hierop klaagde Lammerding hem aan wegens smaad. Er werd getracht de zaak op te lossen middels een verzoeningsprocedure, maar de poging mislukte. Tijdens een civiele procedure in januari 1966 werd de aanklacht ongegrond verklaard.
Stertzenbach was als correspondent voor Die Tat aanwezig bij het Eichmannproces (1961), Auschwitzproces (1963), Globke-proces (1963) en het Majdanekproces (1975).

### Strijd voor rechtvaardigheid
Midden jaren zeventig verhuisden Stertzenbach en zijn echtgenote naar Düsseldorf. Hij bekleedde aldaar functies in het dagelijks bestuur van de VVN-BdA. Ook was hij lange tijd secretaris van de VVN-BdA in Noordrijn-Westfalen en diende hij als voorzitter van de lokale districtsorganisatie. Binnen de VVN-BdA had Stertzenbach tevens de rol van schadevergoedingsexpert. In 1979 kreeg hij na een strijd van vierentwintig jaar via een schikking een pensioen voor vervolgden.
Mensenrechten waren een belangrijk thema in het leven van Stertzenbach. In juli 1982 schreef Stertzenbach samen met vijf Holocaustoverlevenden en vier voormalige leden van het Franse verzet een open brief aan de Israëlitische premier Menachem Begin over de oorlog tussen Israël en Libanon. In de brief stelden zij dat Begin en zijn aanhangers 'de nagedachtenis aan onze in de concentratiekampen omgekomen lotgenoten misbruiken om hun oorlog te rechtvaardigen. Zij bezoedelen daarmee de martelaars van Auschwitz, Treblinka, Sobibór, Dachau en Buchenwald nog in het graf.' Daarnaast gaven zij in de brief aan solidair te zijn met het 'om zijn bestaan vechtende Palestijnse volk.'
In 1994 kregen Stertzenbach en zijn echtgenote de Johanna-Kirchner-Medaille van de stad Frankfurt voor hun verzet tegen het nationaalsocialisme.
In een interview in 1997 zei Stertzenbach dat hij het overleven van de oorlog te danken had aan zijn sterke levenswil, de solidariteit van anderen en aan geluk. Hij overleed op 10 juli 2003 in Düsseldorf. Hij werd 94 jaar oud.

## Familie Stertzenbach
De ouders van Stertzenbach, Max Stertzenbach en Helena Sara Cahn, kwamen beiden om tijdens de Tweede Wereldoorlog. De laatste keer dat Stertzenbach hen zag was toen hij in 1940 in de gevangenis van Essen zat opgesloten. Zij werden in 1942 ondergebracht in Barackenlager Holbeckshof in Essen-Steele. Op 15 juni 1942 werden zij naar het Getto van Izbica gedeporteerd en vanuit daar naar vernietigingskamp Sobibór. Eind 1945 werden zij doodverklaard. Op 11 mei 2023 werden struikelstenen geplaatst vlak bij het laatste woonadres van het echtpaar in Essen.
Stertzenbachs broer Herbert was in 1937 met zijn protestantse vrouw en twee kinderen naar Amsterdam gevlucht. Hij werd tijdens de oorlog tijdelijk tewerkgesteld in Werkkamp ’t Zand voor gemengd-gehuwden. Eind 1945 verhuisde hij met zijn vrouw en twee zoons naar Kettwig.

## Eerbetoon en nalatenschap
Het verzetsverhaal van Stertzenbach kreeg onder meer aandacht tijdens de tentoonstelling Het Verdriet van de Bevrijding in Herinneringscentrum Kamp Westerbork. De 170 brieven die Stertzenbach vanuit Westerbork naar Stella Pach stuurde en de memoires die hij na zijn ontsnapping schreef, zijn opgenomen in de collectie van het herinneringscentrum.
In 1997 gaf Stertzenbach een ruim tweeënhalf uur durende getuigenis over zijn leven en zijn ervaringen tijdens de Tweede Wereldoorlog. Deze getuigenis is opgenomen in de collectie van het United States Holocaust Memorial Museum.